# Concilio de Riez
El concilio de Riez, Réglense, se celebró en esta localidad de Provenza el 29 de noviembre del año 439, por San Hilario de Arlés, presidiendo a trece Obispos 
Se convocó para remediar el desorden de la Iglesia de Embrun excitado con motivo de la elección de Armentario. Una facción compuesta de seglares le había nombrado Obispo sin tener el consentimiento del Metropolitano y le hizo ordenar por dos Obispos solos, aunque los Cánones prescriben tres. El Concilio decidió que aunque los dos Obispos que habían ordenado a Armentario merecían ser depuestos, se les perdonaría no obstante, pero sin permitirles asistir a ninguna ordenación Episcopal ni a ningún Concilio Provincial. 
En cuanto a Armentario, se resolvió que no podía ser Obispo de Embrun pero que se le trataría como el Concilio de Nicea había hecho con los Novacianos; esto es, que se permitiría a los Obispos que lo tuviesen a bien darle una parroquia o para que la gobernara en calidad de Corobispo o para asistir al servicio de ella y participar de los Santos Misterios como un Obispo extraño, que nunca podría gobernar más de una Parroquia ni ordenar a ningún clérigo aunque lo uno y lo otro hacían muchas veces los Corobispos, ni ejercer ninguna función Episcopal, fuera de la Confirmación y de la Consagración de las Vírgenes y de su Iglesia solamente. Este mismo Concilio concedió a los Presbíteros el permiso de dar en todas partes la bendición cuando se les pidiera excepto en las Iglesias y que se tendrían dos veces al año Concilios Provinciales según la Constitución del Concilio de Nicea. 